# Фонтана-Лірі
Фонтана-Лірі (італ. Fontana Liri) — муніципалітет в Італії, у регіоні Лаціо, провінція Фрозіноне.
Фонтана-Лірі розташована на відстані близько 95 км на схід від Рима, 17 км на схід від Фрозіноне.
Населення — 2971 особа (2014).
Покровитель — Santa Barbara.

## Демографія
Населення за роками:

Станом на 1 січня 2023 року в муніципалітеті офіційно проживали 153 іноземці з 15 країн, серед них 79 громадян країн Євросоюзу та 8 громадян України.

## Персоналії
- Марчелло Мастроянні (1924—1996) — італійський кіноактор.

## Сусідні муніципалітети
- Арче
- Арпіно
- Монте-Сан-Джованні-Кампано
- Рокка-д'Арче
- Сантопадре